# Maurodactylus
Maurodactylus is een geslacht van wantsen uit de familie van de Miridae (Blindwantsen). Het geslacht werd voor het eerst wetenschappelijk beschreven door Odo Reuter in 1878.

## Soorten
Het genus bevat de volgende soorten:

- Maurodactylus acanthophylli (V.G. Putshkov, 1980)
- Maurodactylus albidus (Kolenati, 1845)
- Maurodactylus alutaceus (Fieber, 1870)
- Maurodactylus consors (Uhler, 1895)
- Maurodactylus fulvus (Reuter, 1904)
- Maurodactylus kukuensis (V.G. Putshkov, 1978)
- Maurodactylus nigrigenis (Reuter, 1890)
- Maurodactylus semiustus (Van Duzee, 1914)